# Old Money
Old Money je sólové studiové album hudebníka Omara Rodrígueze-Lópeze. Vydalo jej dne 10. listopadu 2008 hudební vydavatelství Stones Throw Records (jde o první album tohoto umělce vydané touto společností). Rodríguez-López naznačil, že Old Money mělo být následovníkem alba Amputechture jeho skupiny The Mars Volta. Na albu také hraje několik členů této kapely, například Juan Alderete, Cedric Bixler-Zavala, Adrián Terrazas-González a Marcel Rodríguez-López.

## Seznam skladeb
| Pořadí | Název                                                      | Délka |
| ------ | ---------------------------------------------------------- | ----- |
| 1.     | The Power of Myth                                          | 5:29  |
| 2.     | How to Bill the Bilderberg Group                           | 3:27  |
| 3.     | Population Council's Wet Dream                             | 6:17  |
| 4.     | Private Fortunes                                           | 4:12  |
| 5.     | Trilateral Commission as Dinner Guests                     | 4:51  |
| 6.     | 1921                                                       | 1:35  |
| 7.     | Family War Funding (Love Those Rothschilds)                | 3:55  |
| 8.     | Vipers in the Bosom                                        | 1:49  |
| 9.     | I Like the Rockefellers' First Two Albums, But After That… | 4:31  |
| 10.    | Old Money                                                  | 9:18  |

## Obsazení
- Omar Rodríguez-López – kytary, syntezátory, baskytara, klávesy, elektrické piano, theremin, efekty, perkuse
- Juan Alderete – baskytara
- Adrián Terrazas-González – dřevěné nástroje, perkuse
- Marcel Rodríguez-López – bicí, perkuse, syntezátory, clavinet, klávesy
- Deantoni Parks – bicí
- Cedric Bixler-Zavala – bicí
- Jon Theodore – bicí